# 维希80人
维希80人是一群在1940年7月10日投票反对解散法兰西第三共和国并建立专制政体（后被称为维希法国）的法国国会议员。
纳粹德国在1940年5月14日侵入法国，巴黎一个月后沦陷。当时的法国总理保罗·雷诺不願向德國求和，在失去閣員的支持後辞职，因此总统阿尔贝·勒布伦任命贝当元帅接任总理一职。随后，法国在1940年6月22日向德国求和。根据停战协定，法国被分割为两块：北方的领土将被德国占领（比利時和北部法國總督轄區），至于剩下的部分，将被一个定都于维希的由贝当领导的傀儡政府所统治。
贝当开始着手修改第三共和国的宪法。宪法修正案最终由1940年7月10日的参众两院联席会议投票通过。依据宪法修正案，一个新的政体——维希法国随之建立。这80位对宪法修正案投了反对票的众议员和参议员因此成名，并被称为“维希80人”（法语："les quatre-vingts"）。
此外，有27位众议员和参议员并没有参加这次投票，他们已经在6月21日乘坐马赛号轮船逃离法国本土，他们被称为“马赛号的缺席者”，亦被维希政府视为叛徒。还有61位共产党籍的国会议员早已在1940年1月被取消了议员资格。
贝当政府一直依据那场投票通过的宪法修正案进行统治，而没有制定一部新的宪法。直到战争末期，才制定了一部宪法草案，但是一直未予生效。在贝当政权被推翻后，自由法国认为贝当政府是非法的，并废除了后者制定的绝大多数法案。

## 投票结果
|                | 众议员 | 参议员 | 总计 |
| -------------- | ------ | ------ | ---- |
| 总计           | 544    | 302    | 846  |
| 投票           | 414    | 235    | 649  |
| 赞成           | 357    | 212    | 569  |
| 反对           | 57     | 23     | 80   |
| 自愿弃权       | 12     | 8      | 20   |
| 马赛号的缺席者 | 26     | 1      | 27   |
| 其它弃权       | 92     | 57     | 149  |
| 没有投票       | 0      | 1      | 1    |